# Luther auf dem Reichstag zu Worms
Luther auf dem Reichstag zu Worms ist der Titel eines Historiengemäldes, das der Maler Anton von Werner 1877 als Replik eines gleichnamigen Wandgemäldes schuf, welches er 1870 für die Aula der Kieler Gelehrtenschule fertiggestellt hatte. Das Bild zeigt den Reformator Martin Luther bei seinem Auftritt auf dem Reichstag zu Worms (1521). Während das Original 1944 im Zweiten Weltkrieg bei einem Luftangriff zerstört wurde, blieb die Replik als bedeutendes Dokument nationalprotestantischer Luther-Rezeption und Geschichtsmalerei in der Staatsgalerie Stuttgart, die sie 1883 erworben hatte, erhalten. 

## Beschreibung
Im Zentrum eines hohen, weiß gekälkten Raums, über dem zwischen zwei Glasfenstern der Adler des Heiligen Römischen Reiches prangt, steht der Reformator Martin Luther vor Kaiser Karl V. Obwohl die herrschaftliche Rolle des Kaisers als Oberhaupt des Reiches durch einen mächtigen, von einem Baldachin überwölbten Thron betont wird, tritt seine Figur, die durch die Lichtführung des Künstlers unter dem Baldachin verschattet ist, zurück. Im Blickpunkt des Geschehens steht vielmehr Luther, der sich mit einer gespreizten rechten Hand an die Brust fasst, während sein linker Arm ausgestreckt von sich weist. Dies ist die Geste, die seinem Ausspruch, der unter dem Originalbild geschrieben steht, entspricht: „Hier stehe ich, ich kann nicht anders, Gott helfe mir. Amen“. Diese Aussage Luthers entstammt dem Verhör am 18. April 1521, als er sich unter Berufung auf die Bibel und sein Gewissen weigerte, seine Lehren zu widerrufen. Folge seiner Weigerung war das Wormser Edikt, das über Luther die Reichsacht verhängte sowie Lektüre und Verbreitung seiner Schriften verbot.
Umgeben ist der kaiserliche Thron von den Gestalten geistlicher Würdenträger. Den rechten Bildrand markiert eine Personengruppe um ein Schreibpult und dessen Schreiber. Dazwischen, nur von der zentralen Gestalt Luthers überragt, findet sich eine vielköpfige Zuschauermenge. Die beteiligten Personen malte Anton von Werner nach alten Stichen, so etwa Hieronymus Aleander (stehend neben dem Thron), Albrecht von Brandenburg (der prunkvolle Bischof in Rückenansicht), Fernando Álvarez de Toledo, Herzog von Alba (rechts hinter Luther), Johannes Eck (mit Schriftrolle vor dem Thron stehend). Es finden sich aber auch Porträts zeitgenössischer Personen wie das des Kieler Stadtbaumeisters Gustav Ludolf Martens (rechts oben in der Ecke) und von Werner selbst (rechts über dem Schreiber).

## Entstehung und Vorbildfunktion
Im Jahr 1869 erhielt der Maler Anton von Werner vom Preußischen Staat den Auftrag zur Ausstattung der Aula der Kieler Gelehrtenschule. Mit diesem Auftrag profilierte sich Preußen, das nach dem Deutschen Krieg 1867 die Provinz Schleswig-Holstein mit Kiel als Sitz des Oberpräsidenten Carl von Scheel-Plessen errichtet hatte, auch kulturpolitisch als staatliche Macht in Deutschlands nördlichstem Territorium. Kiel, der politische Mittelpunkt der Schleswig-Holsteinischen Bewegung, erlebte seit 1865 trotz der Verlegung der Provinzialregierung nach Schleswig (1868) durch staatliche Förderung, besonders die Anlage des preußischen Ostsee-Kriegshafens und entsprechender Werften und Bildungseinrichtungen, eine gesteigerte Bedeutung sowie ein beschleunigtes Wachstum. 
Werner konzipierte neben dem Aufruf von Friedrich Wilhelm III. am 17. März 1813 in Breslau, einem Ereignis, das am Anfang der Befreiungskriege stand, in seinem Bildprogramm für die Nordwand das Wandgemälde Luther auf dem Reichstag zu Worms. Die geschichtliche Linie, die somit von Luther über die Befreiungskriege zur damaligen Gegenwart Schleswig-Holsteins im preußischen Staatsverbund gezogen wurde, entsprach der deterministischen Geschichtsdeutung der seinerzeit vorherrschenden borussischen Schule.

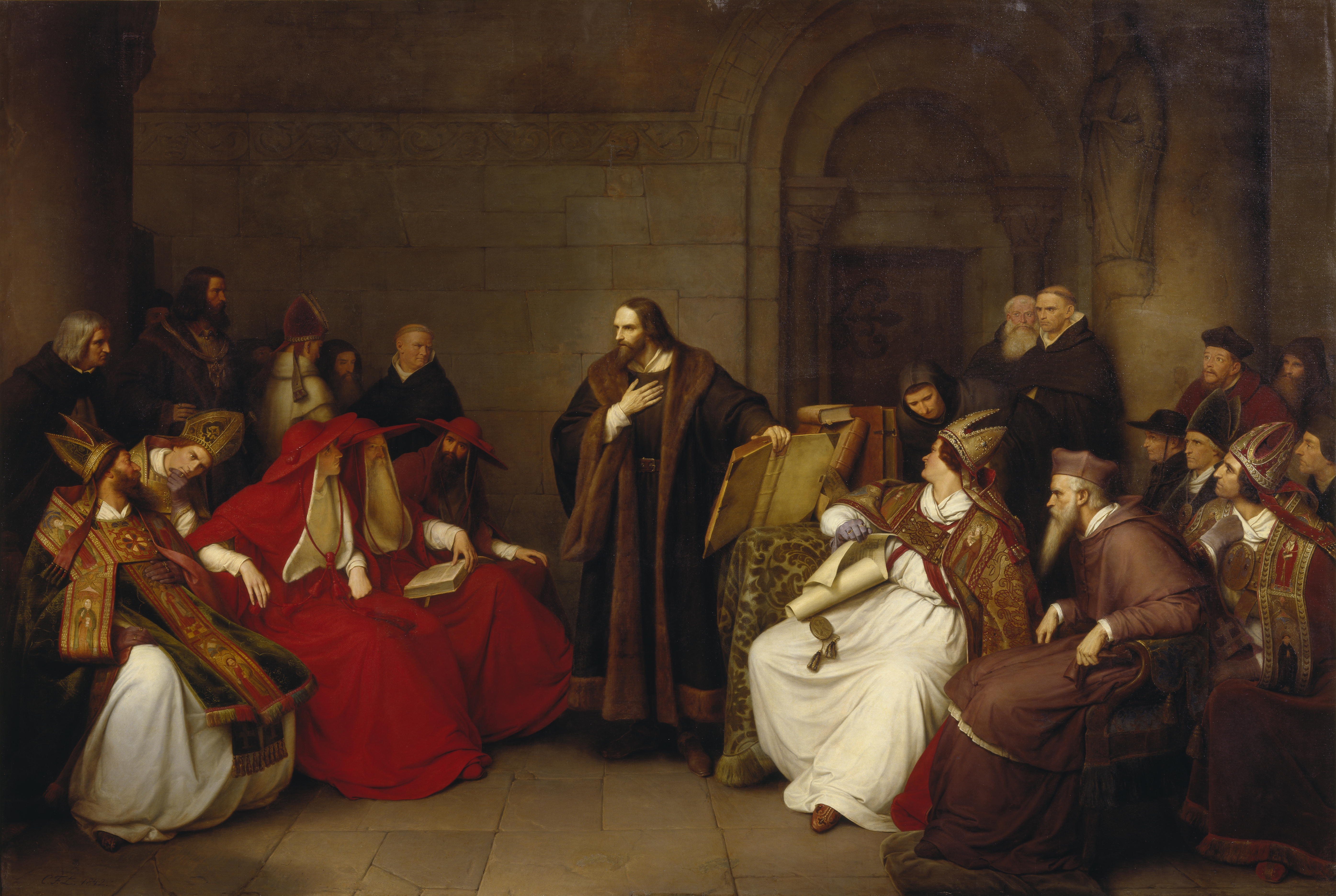
Carl Friedrich Lessing: Jan Hus zu Konstanz, 1842, Städelsches Kunstinstitut

Werner war nach einem Studium an der Berliner Akademie an die Großherzoglich Badische Kunstschule Karlsruhe gewechselt, um seine Malerei insbesondere bei Carl Friedrich Lessing zu vervollkommnen, dem führenden Vertreter der Geschichtsmalerei der Düsseldorfer Schule. Von Karlsruhe aus, wo er in koloristischer Hinsicht von Hans Canon geprägt wurde, reiste er 1865 nach Paris. Dort interessierte er sich besonders für die Kunst von Ingres, Delacroix, Meissonier und Cogniet.
Mit der geschichtlichen Figur Luthers hatte sich Werner bereits 1865 in dem Bild Luther vor Cajetan künstlerisch auseinandergesetzt. In dem Gemälde Luther auf dem Reichstag zu Worms knüpfte er an eine Bildschöpfung seines Vorbildes und Lehrers Lessing an. Dieser hatte mit dem Gemälde Jan Hus zu Konstanz der deutschen Kunstöffentlichkeit 1842 ein Werk über den Reformator Jan Hus vorgelegt, in dem ein vergleichbares Geschichtsthema in ähnlicher Komposition dargestellt ist.
Das Bildprogramm für die Ausmalung einer Wand der Aula wurde zwischen dem Architekten Gustav Ludolf Martens und Werner zunächst auf das Thema „Luther und die Reformation“ festgelegt. Vermutlich brachte Werner sodann den Vorschlag ein, auch die gegenüberliegende Wand mit einem Geschichtsbild zu gestalten. Neben der Darstellung einer „religiösen Befreiung“ durch Luther wollte er hier eine „politische Befreiung“ thematisieren, und zwar durch die fiktive Szene des preußischen Königs Friedrich Wilhelm III. beim Aufruf An Mein Volk (1813). Dieser Vorschlag war in Kiel allerdings zunächst auf Zurückhaltung gestoßen, weil man dort eher der Darstellung eines regionalen Geschichtsereignisses, beispielsweise der Schleswig-Holsteinischen Erhebung, den Vorzug geben wollte.
In Figurenstudien und als Kompositionen in Aquarell, die zum Teil 1869 während eines Studienaufenthalts in Rom entstanden, wurden die Wandgemälde sorgfältig vorbereitet. Im Unterschied zur Replik, die als Tafelbild ein rechteckiges Mittelformat aufweist, zeigten die Wandbilder auf 3,5 × 7 Meter ein monumentales Halbrundformat und waren in Wachsfarben ausgeführt. 

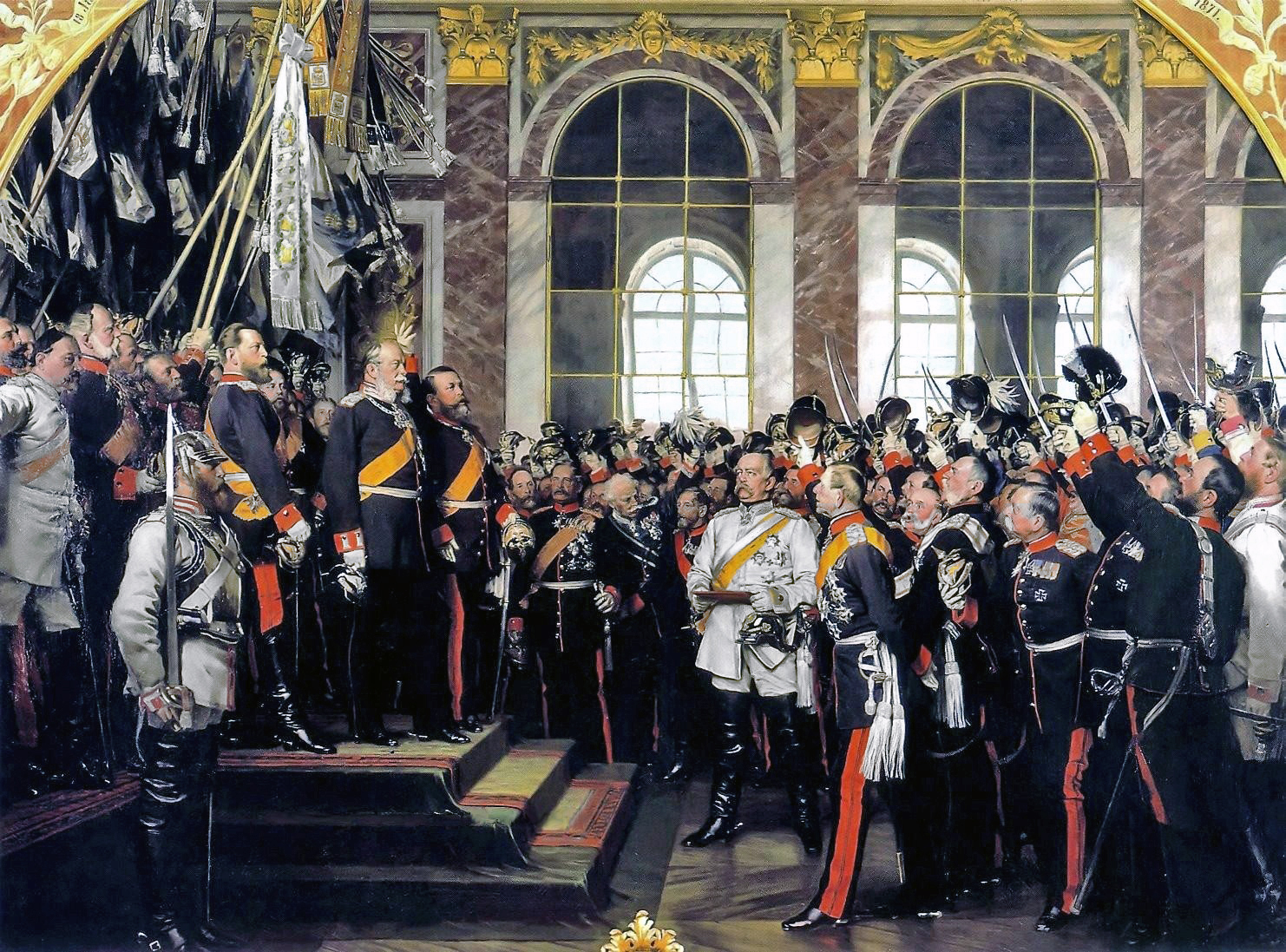
Die Proklamierung des deutschen Kaiserreiches (18. Januar 1871), 1882–1885

In einem folgenden Hauptwerk, dem Gemälde Die Proklamierung des deutschen Kaiserreiches (zweite und dritte Fassung, 1882–1885), griff Werner in der Anordnung von Raum und Figuren auf das hier entwickelte Konzept zurück. An Luthers Stelle steht dort Otto von Bismarck, an der Stelle Karls V. Wilhelm I. Luther und Bismarck sowie Karl V. und Wilhelm I. stellte Werner so in historische Parallelen. Damit entsprach er dem von Hofprediger Adolf Stoecker formulierten Gründungsnarrativ des Deutschen Kaiserreichs, das jener als „Heiliges evangelisches Reich deutscher Nation“ bezeichnete.